# Fruit Heights
Fruit Heights è un comune degli Stati Uniti d'America, nella Davis nello Stato dello Utah.